# DHB-Amateur-Pokal 2017
Der DHB-Amateur-Pokal 2017 war die dritte Austragung des Amateur-Handballpokalwettbewerbs der Herren, dessen zwei Finalisten am DHB-Pokal 2017/18 teilnehmen werden. Sieger wurde der TuS Spenge.

## Achtelfinale
| Datum         | Heimmannschaft             |   | Gastmannschaft                 | Ergebnis |
| ------------- | -------------------------- | - | ------------------------------ | -------- |
| 21. Jan. 2017 | SV Langenweddingen (SA)    | – | HC Glauchau/Meerane (SN)       | 20:33    |
| 21. Jan. 2017 | HG Hamburg-Barmbek (HH)    | – | VfV Spandau (BE)               | 27:29    |
| 21. Jan. 2017 | HSG Schaumburg-Nord (NS)   | – | HSV Bad Blankenburg (TH)       | 21:29    |
| 21. Jan. 2017 | TV Hardheim 1895 (BD)      | – | SG Muggensturm/Kuppenheim (SB) | 26:31    |
| 21. Jan. 2017 | SSV Nümbrecht (MR)         | – | TuS Spenge (WF)                | 28:34    |
| 22. Jan. 2017 | DJK Waldbüttelbrunn (BY)   | – | TSV Neuhausen/Filder (WB)      | 30:24    |
| 22. Jan. 2017 | HSG Bergische Panther (NR) | – | TV 05 Mülheim (RL)             | 32:25    |
| 22. Jan. 2017 | THW Kiel II (SH)           | – | MTV 1860 Altlandsberg (BB)     | 21:18    |

## Viertelfinale
| Datum         | Heimmannschaft           |   | Gastmannschaft                 | Ergebnis |
| ------------- | ------------------------ | - | ------------------------------ | -------- |
| 25. Feb. 2017 | DJK Waldbüttelbrunn (BY) | – | SG Muggensturm/Kuppenheim (SB) | 28:23    |
| 25. Feb. 2017 | TuS Spenge (WF)          | – | HSG Bergische Panther (NR)     | 30:25    |
| 26. Feb. 2017 | VfV Spandau (BE)         | – | THW Kiel II (SH)               | 25:23    |
| 26. Feb. 2017 | HSV Bad Blankenburg (TH) | – | HC Glauchau/Meerane (SN)       | 24:18    |

## Halbfinale
| Datum         | Heimmannschaft           |   | Gastmannschaft           | Ergebnis      |
| ------------- | ------------------------ | - | ------------------------ | ------------- |
| 18. März 2017 | TuS Spenge (WF)          | – | DJK Waldbüttelbrunn (BY) | 30:23 (16:11) |
| 19. März 2017 | HSV Bad Blankenburg (TH) | – | VfV Spandau (BE)         | 33:21 (15:9)  |

## Finale
Das Finale fand am 9. April 2017 in der Hamburger Barclaycard Arena statt.
| Datum        | Heimmannschaft  |   | Gastmannschaft           | Ergebnis                                       |
| ------------ | --------------- | - | ------------------------ | ---------------------------------------------- |
| 9. Apr. 2017 | TuS Spenge (WF) | – | HSV Bad Blankenburg (TH) | 36:35 (14:13, 31:31, 5:4 im Siebenmeterwerfen) |